# 滇牡荆
滇牡荆（学名：Vitex yunnanensis）为马鞭草科牡荆属下的一个种。产自四川、云南，高1-5米。种加词 yunnanensis 意为“云南的”。